# 考图石龙子属
考图石龙子属（学名：Cautula）是石龙子科下的一个属。

## 下属物种
本属包括以下物种：
- Cautula zia